# 高千穂あまてらす鉄道
高千穂あまてらす鉄道株式会社（たかちほあまてらすてつどう）は、宮崎県北部で高千穂鉄道高千穂線の廃線跡を活用した保存鉄道を運営する企業。2018年時点で、高千穂駅 - 高千穂鉄橋 約5.1 kmを、観光向け保存鉄道として運行中である。

## 概要
2005年9月の台風14号で被災し、自社での復旧を断念した高千穂鉄道高千穂線の運行を引き継ぐ目的で、2006年3月に「神話高千穂トロッコ鉄道」として設立。高千穂駅 - 槇峰駅間で第一種鉄道事業許可の取得を目指していたものの、事業計画の妥当性と資金力が問題となり、事業許可取得を断念。創立者をはじめとする大多数の株主が経営離脱を表明。継続を決断した13名の株主によって同社は再編され、高千穂町出身の作家・高山文彦を代表取締役として新しいスタートを切ることになった。このため廃線跡を公園として扱い、園内で保存鉄道を運行する方針に転換し、2008年4月1日に公募で決定した「高千穂あまてらす鉄道」に社名変更した。
当面の目標として、旧・高千穂線の高千穂駅 ‐高千穂橋梁付近までの範囲について「鉄道記念公園」の指定を受けるとともに、高千穂駅 - 天岩戸駅間において「遊具」という形ではあるが、単なる動態保存ではなく保存鉄道としての列車運行を目指すとした。敷地および設備等については、法人解散した高千穂鉄道から地元自治体が譲り受けるとともに、高千穂あまてらす鉄道は公園管理者および遊具運営者としての位置づけで列車を運行する方針とした。
2010年より、休日限定で高千穂あまてらす鉄道オリジナルの車両『スーパーカート』（定員18名。軽トラックを改造し、それを2両連結にしたもの）で、高千穂駅 - 天岩戸駅の約3 km間の往復運行を開始した。2013年7月20日からは、天岩戸駅の先にある高千穂鉄橋を渡って往復する運行を開始している。
現在は、2500 ㏄ディーゼル動力車2両をプッシュプル運転する『グランド・スーパーカート』（定員60名）と保線用エンジンカート（定員4名）を運用している。なお、保線用エンジンカートは、ほとんど乗ることのできない貴重な車両である。

## 営業概要

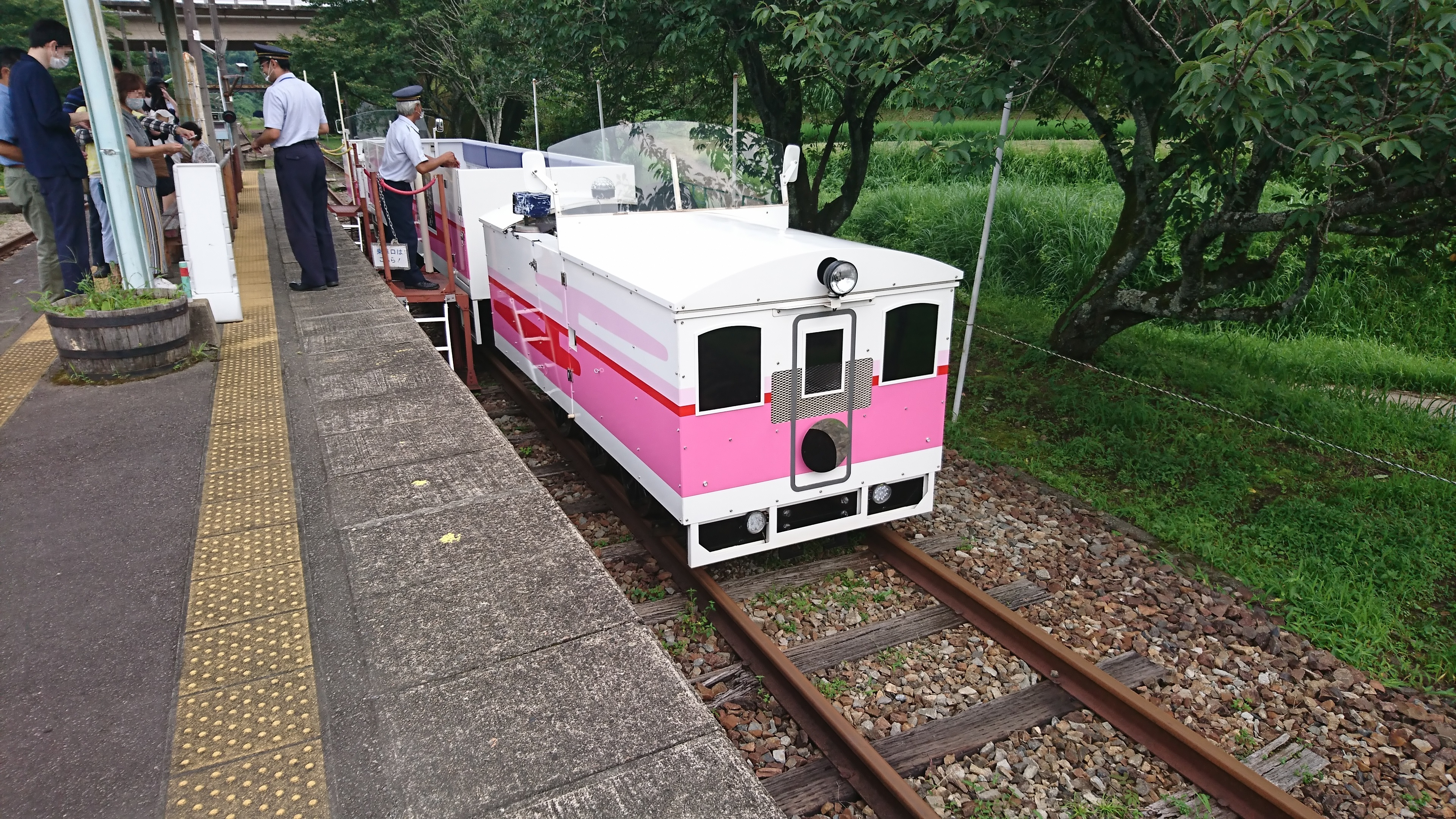
同鉄道のグランドスーパーカート

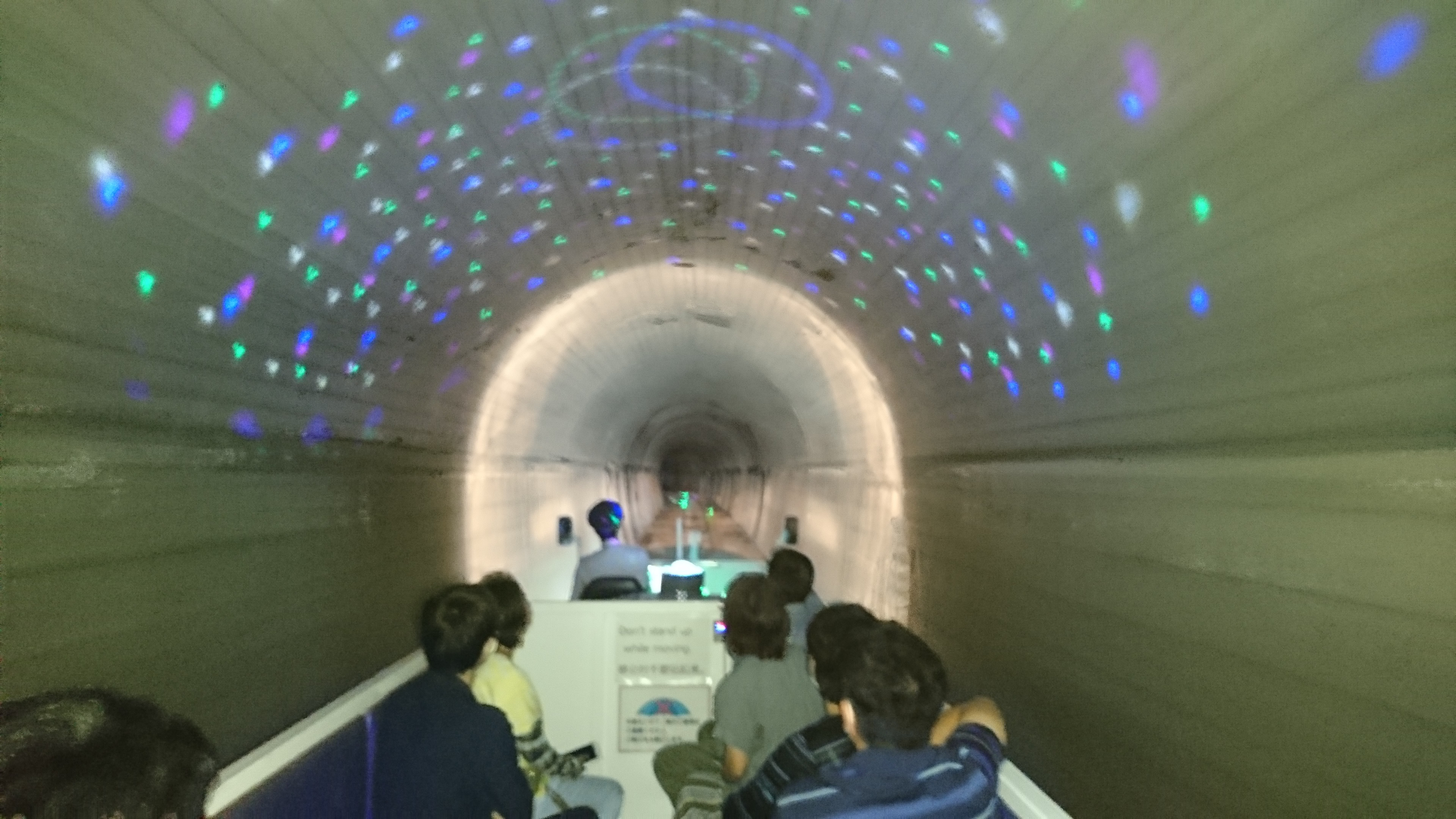
トンネル内走行風景

2018年時点で、高千穂駅 - 高千穂鉄橋 約5.1 kmを『スーパーカート』『グランド・スーパーカート』などにより保存鉄道として運行している。
毎月第3木曜日はメンテナンスのため休園する。
このほか、ディーゼルカーTR-202の運転体験も実施している。
運行期間、運行時間帯、運休日（メンテナンス）などの運行状況は、ホームページで確認できる。
駅構内には高千穂鉄道時代の車両基地を改修して創建した「高千穂鉄道記念資料館」があり、延岡駅から高千穂駅までの全区間と高千穂駅から高森駅までの未成線区間を描いた「高千穂線全線ジオラマ」（畳6畳分)が楽しめるとともに、同鉄道の歴史を学ぶことができる。

## 路線
旧高千穂鉄道高千穂線の路線を利用。
- 高千穂  -  天岩戸 約3 km（第一期計画）
  - 高千穂駅 - 高千穂鉄橋 約5.1 kmは保存鉄道として運行中。
- 高千穂  -  日之影温泉 12.4 km （第二期計画）

## 運用車両

### 高千穂あまてらす鉄道オリジナルスーパーカート
軽トラックを改造し製作した定員18名のカート。2021年現在運用休止中
- 初代スーパーカート「天空号」蒸気機関車型 ベース車：ダイハツハイゼットトラック（8代目）S100P型
- 2代目スーパーカート「雲海号」蒸気機関車型 ベース車：ダイハツハイゼットトラック（7代目）S83P型
- 3代目スーパーカート「ハヤタケル号」新幹線型 ベース車：ダイハツハイゼットトラック（9代目）S200P型
- 4代目スーパーカート「コノハナ号」地元高校生のデザイン制作車 ベース車：ダイハツハイゼットトラック（9代目）S200P型

### グランドスーパーカート
トーイングトラクターを改造した動力車でけん引する定員60名のカート。
- 全長 25メートル
- 総重量 17トン
- 最高速度 15 km/h
- ベース車 トヨタL&F トーイングトラクター 2500 ccディーゼルエンジン搭載モデル2両 3500 ccディーゼルエンジン搭載モデル1両
- 客車 2両 1両あたり定員30名（中央部の床はガラス張りになっており過ぎ去る線路の様子や高千穂鉄橋の真下を見ることができる）

- 車両愛称：天岩戸駅側「あまてらす号」高千穂駅側「スサノオ号」

### 保線用カート
保線用車両、ただし、乗客が一組貸し切りの時かつ晴天時にしか乗車できない。
- 東光産業製 (RTC-5N)
- 乗車定員4名（運転手含む）
- 最高速度 25 km/h

## 歴史
- 2005年（平成17年）9月6日 台風第14号の被害により高千穂鉄道高千穂線の全線が運行休止。
- 2006年（平成18年）
  - 3月15日 創立総会。
  - 3月17日 神話高千穂トロッコ鉄道として設立。
- 2007年（平成19年）
  - 5月14日 鉄道再開に向けた取締役会と臨時株主総会を開催。枕木・犬釘・鉄橋塗装などのオーナー制度による支援金公募を決議。
  - 12月27日 高千穂鉄道が高千穂線高千穂 - 槇峰間の廃止届を提出。このため、支援金を受けつつも資金不足で鉄道事業者となることが困難な状態のなか、高千穂線の運営引き継ぎがさらに困難な状況となる。
- 2008年（平成20年）
  - 1月19日 臨時株主総会開催。観光協会や商工会を含む地元株主の一部が出資から離脱。地元企業主導の経営体制から、個人株主中心の新経営体制に移行する[2]。支援金を送っていた支援者に対し、株式へ振替えて株主になってもらうことを求める方針へ転換。
  - 4月1日 高千穂あまてらす鉄道に社名変更。
- 2009年（平成21年）4月28日 高千穂鉄道ミニ公園開放。
- 2010年（平成22年）
  - 4月29日 スーパーカートにより、高千穂駅から天岩戸駅手前0.5 kmまでの運行を実施（5月5日まで）[3]。
  - 8月9日 スーパーカートによる高千穂駅 - 天岩戸駅間の運行を開始（8月末まで）[4]。
- 2013年（平成25年）7月20日 スーパーカートによる高千穂橋梁までの運行を開始[5]。
- 2016年（平成28年）
  - 4月 熊本地震により運休となる[6]。
  - 5月5日 線路調査が終わったため、高千穂駅 - 天岩戸駅間往復で仮運行を行う。同7日から正式運行。
  - 7月23日 鉄橋の枕木点検調査と線路内整備が終わったため、高千穂鉄橋までの往復運行を再開する。
- 2017年（平成29年）3月 『グランド・スーパーカート』の運行を開始。
- 2020年（令和2年）
  - 9月 『グランド・スーパーカート』の客車を増結し、定員を30名から60名に増やし運行開始。コロナ禍が始まったため1便につき最大乗車30名としたが、客車2両連結のため難なく「ソーシャルディスタンス」を確保。
  - 12月 - 翌2021年4月 初代スーパーカート天空号・2代目スーパーカート雲海号の2両を島根県邑南町のNPO江の川鉄道に貸し出し、邑南町と広島県三次市にまたがる旧三江線第四江川橋梁を渡る実証実験に協力。　
  - コロナ禍で入場者激減。年間32,475人にまで落ち込む。
- 2022年（令和4年）
  - 5月9日 ゴールデンウィーク期間中（4月29日 - 5月9日）の入場者数が過去最高の5477人を記録[7]。
  - 8月1日 豚骨ラーメンスープや天ぷらなどの廃油を活用精製したバイオディーゼル燃料に転換。
  - 高千穂線全線ジオラマをメインとする「高千穂鉄道記念資料館」の建設に着手。ジオラマ制作は川南町在住の藤並克己に依頼。
  - コロナ禍3年目。人心落ち着き、年間入場者74,000人（過去最高）を記録。
- 2023年（令和5年）
  - 3月25日 高千穂駅 - 深角駅間でカートを試験走行。深角駅までの運行実現に着手する。
  - 12月24日 「高千穂鉄道記念資料館」オープン。内容的には完成に及ばなかったが、「高千穂線全線ジオラマ」を含めて充実を図りながら営業。
  - 同年度の入場者数、過去最高の112,000人を記録。長期支援者らに感謝状と「チーズまんじゅう」を贈る。

## 役員
- 代表取締役 工藤雅康（作家・高山文彦） - 高千穂町出身
- 専務取締役 齊藤拓由（元高千穂鉄道運転士）
- 取締役 興梠慎治（高千穂町出身、弁護士)
- 取締役 佐藤雄二郎（旅館経営)
- 監査役 竹村安博（不動産会社経営)